# (162011) Конномару
(162011) Конномару (лат. Konnohmaru) — околоземный астероид из группы Амура (III), который относится к светлому спектральному классу S. Он был открыт 4 января 1994 года японскими астрономами Ё. Кусида и О. Мурамацу в обсерватории Yatsugatake и назван в честь одного из участников восстания Хэйдзи.

Орбита астероида Конномару и его положение в Солнечной системе